# عدس البلي

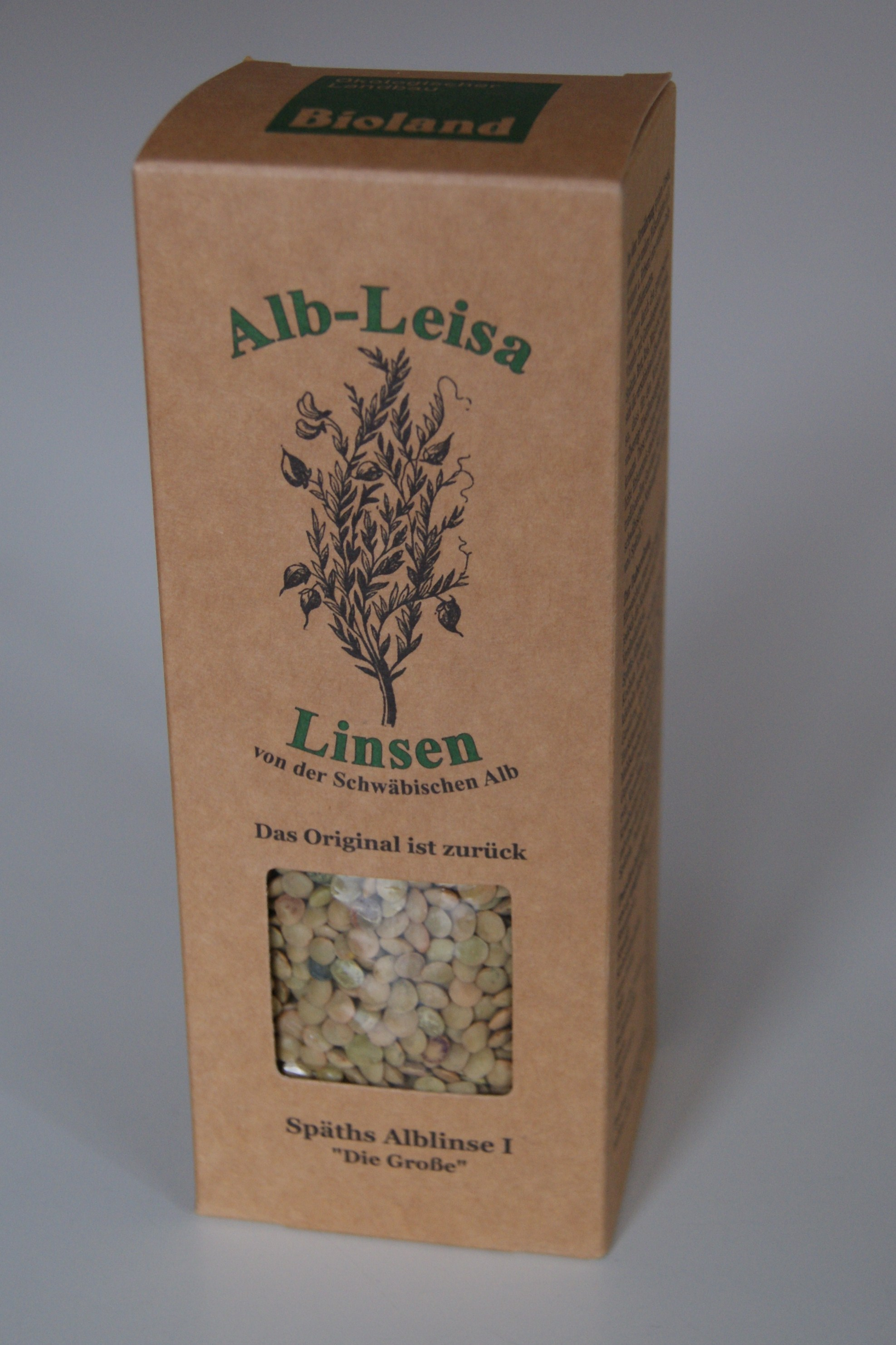
حزمة 500 جرام

تعني كلمة «ألبزا» لأول مرة Öko-Erzeugergemeinschaft Alb-Leisa (engl. "Eco-producer association Alb-Leisa")، ثانيًا اسم تجاري وثالثا أصناف تقليدية من العدس من Swabian Jura. "Leisa" تعني العدس في Swabian.
تم إدراج الألبسة في تابوت التذوق في Slow Food Deutschland في عام 2012. يوجد حاليًا 70 مزرعة صغيرة في هذه المجموعة. يتم تسويق عدس البلي من قبل Lauteracher Alb-Feld-Früchte ، المعروف سابقا باسم Biohof Mammel. وخاصة في منطقة بادن فورتمبيرغ وبافاريا، ولكن أيضا عبر مواقع الويب.

## التاريخ
حتى عام 1950، كانت سوبايان جورا والمناطق المحيطة بها مركز زراعة العدس في ألمانيا. بعد ذلك لم تعد هناك زراعة العدس في هذه المنطقة، فأصبحت غير اقتصادية. في عام 1985 بدأ بيوهوف مامل في لوتراتش مرة أخرى مع زراعة العدس. ارتفع الطلب ببطء. من عام 2001 فصاعدا، كانت مزارع عضوية أخرى مهتمة أيضا في زراعة العدس. هذا هو السبب في تأسيس Öko-Erzeugergemeinschaft Alb-Leisa (جمعية منتجي المنتجات البيئية Alb-Leisa).

### النهضة من أصناف عدس الـ Swabian
اختفت أصناف العدس السوبايانية التقليدية تمامًا في عام 1985. لم يكن هناك أي بذور متاحة على الإطلاق. ولهذا السبب، قامت المزرعة العضوية Mammel ثم جمعية المنتجين في وقت لاحق بزرع العدس الفرنسي Puy. في عام 2006، في بنك الجينات التابع لمعهد فويلو في سان بطرسبرغ، تم اكتشاف أصناف العدس التقليدية من سوبايان عن طريق الخطأ وأُعيدت إلى ألمانيا. منذ ذلك الحين تم زرعها مرة أخرى على Swabian Jura